# Jacques Cornu
Jacques Cornu (Aigle, 15 de mayo de 1953) es un expiloto de motociclismo suizo. En 1982, formó equipo con Jean-Claude Chemarin con el que ganó Campeonato Mundial de Resistencia de la FIM.

## Biografía
Su carrera comenzó en los campeonatos nacionales suizos, donde ganó su primer título en 1977, y luego ganó tres en la temporada siguiente, ganando en 250cc, 350cc y 500cc.
Su debut en el Mundial se remonta a temporada 1978, obteniendo sus primeros puntos dos años después, una temporada en la que corrió algunas carreras tanto en 250 como en 350. En esta segunda categoría, compitió hasta 1982, año en que fue cancelado del calendario mundial.
Después, continuó solo en 250 hasta el final de 1990, usando motocicletas Yamaha hasta el final de 1984, y luego pasó para montar una Honda.
Durante la década en las que estuvo en el Mundial ganó 3 Grandes Premios. Los dos primero en 1988 (Gran Premio de Austria y Gran Premio de Francia) y el tercero la temporada siguiente en el Gran Premio de Bélgica. En 1988 y 1989 ocupó en dos ocasiones el tercer lugar en la clasificación final de 250. A las tres victorias se suman también 7 segundos puestos y 11 terceros lugares.
En esos mismos años también corrió en Campeonato Mundial de Resistencia de la FIM, ganando el título mundial en 1982.

## Resultados de carrera

### Campeonato del Mundo de Motociclismo

#### Carreras por año
Sistema de puntos desde 1969 a 1987:
| Posición | 1.º | 2.º | 3.º | 4.º | 5.º | 6.º | 7.º | 8.º | 9.º | 10.º |
| Pts.     | 15  | 12  | 10  | 8   | 6   | 5   | 4   | 3   | 2   | 1    |

Sistema de puntos desde 1988 a 1992:
| Posición | 1.º | 2.º | 3.º | 4.º | 5.º | 6.º | 7.º | 8.º | 9.º | 10.º | 11.º | 12.º | 13.º | 14.º | 15.º |
| Pts.     | 20  | 17  | 15  | 13  | 11  | 10  | 9   | 8   | 7   | 6    | 5    | 4    | 3    | 2    | 1    |

(Carreras en negrita indica pole position, carreras en cursiva indica vuelta rápida)
| Año  | Clase | Equipo             | Moto    | 1       | 2       | 3       | 4       | 5       | 6       | 7       | 8       | 9       | 10      | 11      | 12      | 13     | 14      | Pts. | Pos. |
| ---- | ----- | ------------------ | ------- | ------- | ------- | ------- | ------- | ------- | ------- | ------- | ------- | ------- | ------- | ------- | ------- | ------ | ------- | ---- | ---- |
| 1978 | 250cc | Yamaha             | VEN -   | ESP -   |         | FRA 17  | NAT -   | NED -   | BEL -   | SWE -   | FIN -   | GBR -   | GER -   | CZE 14  | YUG -   |        |         | 0    | -    |
| 1980 | 250cc | Yamaha             | NAT Ret | ESP 6   | FRA 6   | YUG 5   | NED 12  | BEL 7   | FIN Ret | GBR Ret | CZE Ret | GER 5   |         |         |         |        |         | 26   | 8.º  |
| 1980 | 350cc | Motul-Yamaha       | NAT -   |         | FRA 8   |         | NED 6   |         |         | GBR -   | CZE 4   | GER 6   |         |         |         |        |         | 21   | 7.º  |
| 1981 | 250cc | Egli               | ARG 17  |         | GER -   | NAT DNQ | FRA DNQ | ESP -   |         | NED -   | BEL -   | RSM -   | GBR -   | FIN -   | SWE -   | CZE 13 |         | 0    | -    |
| 1981 | 350cc | Yamaha             | ARG 9   | AUT 7   | GER 25  | NAT 20  |         |         | YUG 4   | NED -   |         |         | GBR -   |         |         | CZE 5  |         | 20   | 8.º  |
| 1982 | 250cc | Hostettler-Yamaha  |         |         | FRA 5   | ESP Ret | NAT 9   | NED Ret | BEL Ret | YUG 6   | GBR -   | SWE 7   | FIN -   | CZE Ret | RSM Ret | GER 18 |         | 17   | 17.º |
| 1982 | 350cc | Hostettler-Yamaha  | ARG 5   | AUT 5   | FRA 8   |         | NAT 9   | NED Ret |         |         | GBR -   |         | FIN -   | CZE 3   |         | GER 7  |         | 31   | 7.º  |
| 1983 | 250cc | Hostettler-Yamaha  | RSA 5   | FRA 2   | NAT 5   | GER Ret | ESP -   | AUT 9   | YUG -   | NED 9   | BEL 7   | GBR -   | SWE 17  |         |         |        |         | 32   | 9.º  |
| 1984 | 250cc | Hostettler-Yamaha  | RSA 16  | NAT 6   | ESP 6   | AUT 8   | GER 8   | FRA Ret | YUG 3   | NED 2   | BEL 13  | GBR 9   | SWE 3   | RSM 3   |         |        |         | 60   | 6.º  |
| 1985 | 250cc | Parisienne-Honda   | RSA 10  | ESP 11  | GER 19  | NAT 7   | AUT 13  | YUG 9   | NED 5   | BEL 11  | FRA 7   | GBR 9   | SWE 5   | RSM 16  |         |        |         | 25   | 10.º |
| 1986 | 250cc | Parisienne-Honda   | ESP 5   | NAT 6   | GER 7   | AUT 13  | YUG 14  | NED 11  | BEL 8   | FRA 3   | GBR Ret | SWE 7   | RSM Ret |         |         |        |         | 32   | 7.º  |
| 1987 | 250cc | Parisienne-Honda   | JPN Ret | ESP 6   | GER 2   | NAT 4   | AUT 6   | YUG 4   | NED 7   | FRA Ret | GBR 4   | SWE Ret | CZE -   | RSM -   | POR -   | BRA -  | ARG -   | 50   | 9.º  |
| 1988 | 250cc | Parisienne-Honda   | JPN 4   | USA 7   | ESP 4   | EXP 3   | NAT 8   | GER 21  | AUT 1   | NED 2   | BEL 2   | YUG 6   | FRA 1   | GBR 7   | SWE Ret | CZE 7  | BRA 10  | 166  | 3.º  |
| 1989 | 250cc | Lucky Strike-Honda | JPN 9   | AUS 6   | USA 6   | ESP Ret | NAT 3   | GER 5   | AUT 2   | YUG 3   | NED 3   | BEL 1   | FRA 2   | GBR 4   | SWE 3   | CZE 3  | BRA 9   | 187  | 3.º  |
| 1990 | 250cc | Lucky Strike-Honda | JPN 5   | USA DNS | ESP DNS | NAT -   | GER -   | AUT 7   | YUG 8   | NED Ret | BEL 5   | FRA 5   | GBR 6   | SWE 6   | CZE 9   | HUN 7  | AUS Ret | 86   | 9.º  |